# Lee Jai-jin
Lee Jai-jin (이재진?, 李宰鎮?, I Jae-jinLR, I ChaejinMR; Busan, 13 luglio 1979) è un cantante e ballerino sudcoreano.

## Discografia

### Album in studio
- 2001 – S.Wing
- 2003 – 002 J2
- 2005 – It's New!

## Filmografia

### Cinema
- Seventeen: The Movie (1998)
- SechsKies 18 (2018)

### Varietà
- YG Future Strategy Office (2018)